# کشیم سه‌رنگه
کشیم سه‌رنگه (انگلیسی: Tricolored grebe) گونه‌ای پرنده از تیره کشیمان است. کشیم سه‌رنگه بومی مناطق دریایی جنوب شرق آسیا و استرالزی است.

## زیرگونه‌ها
- Tachybaptus tricolor vulcanorum (رنش، ۱۹۲۹): سولاوسی، ملوک شمالی تا گینه نو
- Tachybaptus tricolor tricolor (گری، ۱۸۶۱): جاوه، جزیره تیمور، جزایر سوندای کوچک، شمال شرق گینه نو تا جزیره بوگنویل.
- Tachybaptus tricolor collaris (مایر، ۱۹۴۵): جزایر سلیمان